# Assis (tiểu vùng)
Assis là một tiểu vùng thuộc bang São Paulo, Brasil. Tiều vùng này có diện tích 7142 km², dân số năm 2007 là 246669 người.